# Francisco Javier Aguilar Amoedo
Francisco Javier Aguilar Amoedo est un nageur, puis grimpeur espagnol né le 15 février 1983 à Madrid. Il est plusieurs fois médaillé en championnats du monde de handi-escalade en catégorie B1.

## Biographie
Malvoyant de naissance, Javier Aguilar pratique dans un premier temps la natation pendant 12 ans, participant à des compétitions internationales dont les Jeux paralympiques de Sydney.
Il commence l’escalade, à 30 ans, en extérieur sur les montagnes de la région de Murcie et concourt progressivement au niveau local (championnats d’Espagne en 2015) puis international. Aguilar Amoedo remporte le classement général de la coupe du monde de handi-escalade en 2017, puis une médaille de bronze aux championnats du monde en 2018, et devient vice-champion du monde en 2019 à Briançon. Il décroche à nouveau la médaille d’argent en 2023 à Berne.
En 2020, il grimpe une voie côtée 7c dans la région de Grenade.
Il est accompagné par sa chienne guide d'aveugle nommée Ama.

## Liens
- Ressources relatives au sport :   - Comité international paralympique
  - Fédération internationale d'escalade